# Romuald Drynko
Romuald Drynko (ur. 1 marca 1955 w Pasłęku, zm. 25 grudnia 2016 w Sztutowie) – polski polonista, muzealnik i samorządowiec. Pierwszy Starosta Powiatu Nowodworskiego oraz były wójt gminy Sztutowo. W latach 2004–2007 dyrektor Muzeum Stutthof w Sztutowie.

## Życiorys
Syn Juliusza i Zuzanny. Absolwent filologii polskiej na Uniwersytecie im. Mikołaja Kopernika w Toruniu, następnie na Uniwersytecie Warszawskim ukończył studia podyplomowe z zakresu „Działalność edukacyjna muzeów” z elementami prawa i zarządzania. Swoje kwalifikacje uzupełniał licznymi kursami i szkoleniami, uzyskując certyfikat m.in. „Deutsch als Fremdsprache” – Goethe – Instytut w Iserlohn (RFN), kurs dla pracowników naukowych w Instytucie Yad – Vachem w Jerozolimie (Izrael), czy wyższy kurs obrony na Akademii Obrony Narodowej w Warszawie. Wieloletni pracownik oraz w latach 2004–2007 dyrektor Muzeum Stutthof w Sztutowie.